# Coefficient fibonomial
En mathématiques, les coefficients fibonomiaux ou Fibonacci-binomiaux sont définis, pour n et k, deux entiers naturels tels que {\displaystyle 0\leqslant k\leqslant n}  par : 
{\displaystyle {\binom {n}{k}}_{F}={\frac {n!_{F}}{k!_{F}(n-k)!_{F}}}}
où n!F est la ne factorielle de Fibonacci , à savoir 
{\displaystyle {n!}_{F}=\prod _{i=1}^{n}F_{i},}
où Fi est le ie nombre de Fibonacci (avec la convention 0!F = 1).
Pour {\displaystyle 1\leqslant k\leqslant n}, on peut écrire  {\displaystyle {\binom {n}{k}}_{F}={\frac {F_{n}F_{n-1}\cdots F_{n-k+1}}{F_{k}F_{k-1}\cdots F_{1}}}}.

## Valeurs particulières
Les coefficients fibonomiaux sont entiers comme le montrera la relation de récurrence ci-dessous.
Voici quelques valeurs particulières : 
{\displaystyle {\binom {n}{0}}_{F}={\binom {n}{n}}_{F}=1}
{\displaystyle {\binom {n}{1}}_{F}={\binom {n}{n-1}}_{F}=F_{n}}
{\displaystyle {\binom {n}{2}}_{F}={\binom {n}{n-2}}_{F}={\frac {F_{n}F_{n-1}}{F_{2}F_{1}}}=F_{n}F_{n-1},}
{\displaystyle {\binom {n}{3}}_{F}={\binom {n}{n-3}}_{F}={\frac {F_{n}F_{n-1}F_{n-2}}{F_{3}F_{2}F_{1}}}=F_{n}F_{n-1}F_{n-2}/2,}
{\displaystyle {\binom {n}{k}}_{F}={\binom {n}{n-k}}_{F}.}

## Triangle fibonomial
De même que les coefficients binomiaux, disposés en triangle, forment le triangle de Pascal, les coefficients fibonomiaux, forment un triangle dit fibonomial, répertorié comme suite A010048 de l'OEIS.
En voici les huit premières lignes : 
| n = 0 |  |   |   |    |    |          |          |        | 1      | 1     |     |     |     |    |    |   |   |
| n = 1 |  |   |   |    |    |          |          | 1      | 1      | 1     | 1   |     |     |    |    |   |   |
| n = 2 |  |   |   |    |    |          | 1        | 1      | 1      | 1     | 1   | 1   |     |    |    |   |   |
| n = 3 |  |   |   |    |    | 1        | 1        | 2      | 2      | 2     | 2   | 1   | 1   |    |    |   |   |
| n = 4 |  |   |   |    | 1  | 1        | 3        | 3      | 6=2×3  | 6=2×3 | 3   | 3   | 1   | 1  |    |   |   |
| n = 5 |  |   |   | 1  | 1  | 5        | 5        | 15=3×5 | 15=3×5 | 15    | 15  | 5   | 5   | 1  | 1  |   |   |
| n = 6 |  |   | 1 | 1  | 8  | 8        | 40=5×8   | 40=5×8 | 60     | 60    | 40  | 40  | 8   | 8  | 1  | 1 |   |
| n = 7 |  | 1 | 1 | 13 | 13 | 104=8×13 | 104=8×13 | 260    | 260    | 260   | 260 | 104 | 104 | 13 | 13 | 1 | 1 |

Relation de récurrence similaire à la relation de Pascal, permettant de construire le triangle, connaissant ses bords remplis de 1 : 
{\displaystyle {\binom {n}{k}}_{F}=F_{n-(k-1)}{\binom {n-1}{k-1}}_{F}+F_{k-1}{\binom {n-1}{k}}_{F}=F_{n-(k+1)}{\binom {n-1}{k-1}}_{F}+F_{k+1}{\binom {n-1}{k}}_{F}}.
Autre relation, similaire à la formule du pion, permettant de construire le triangle :
{\displaystyle {\binom {n}{k}}_{F}={\frac {F_{n}}{F_{k}}}{\binom {n-1}{k-1}}_{F}}.
Les coefficients fibonomiaux sont reliés aux coefficients q-binomiaux par la formule : 
{\displaystyle {\binom {n}{k}}_{F}=\varphi ^{k\,(n-k)}{\binom {n}{k}}_{-1/\varphi ^{2}}}, où φ est le nombre d'or, {\displaystyle \varphi ={\frac {1+{\sqrt {5}}}{2}}} .
Ils vérifient le deuxième théorème de l'étoile de David : 
{\displaystyle {\binom {n-1}{k-1}}_{F}{\binom {n}{k+1}}_{F}{\binom {n+1}{k}}_{F}={\binom {n-1}{k}}_{F}{\binom {n}{k-1}}_{F}{\binom {n+1}{k+1}}_{F}}

## Application
Dov Jarden a prouvé que les coefficients fibonomiaux apparaissent comme coefficients d'une relation entre puissances de nombres de Fibonacci généralisés consécutifs. Plus précisément, pour toute suite de Fibonacci généralisée {\displaystyle (G_{n})} (c'est-à-dire satisfaisant à {\displaystyle G_{n}=G_{n-1}+G_{n-2}} pour tout entier {\displaystyle n}), on a : 
{\displaystyle \sum _{i=0}^{k+1}(-1)^{i(i+1)/2}{\binom {k+1}{i}}_{F}(G_{n-i})^{k}=0,}
pour tout entier {\displaystyle n} et tout entier naturel {\displaystyle k}.